# Гвідо I (граф Фландрії)
Гвідо Дамп'єрр (1225/1226 — 7 березня 1305) — граф Фландрії з 1251 (єдиновладно з 1288), маркграф Намюра з 1263 року, 2-й син Вільгельма II (сеньйора Дамп'єра) та його дружини Маргарити II (графині Фландрії та Ено).

## Біографія
З молодих років Гвідо виявився уплутаний в конфлікт між родами Дамп'єрр і Авен, члени яких походили від двох шлюбів Маргарити Фландрської, матері Гвідо. Сам Гвідо був її другим сином від другого шлюбу.
В 1235 король Франції Людовик IX домігся примирення між Маргаритою і Іоанном Авеном, старшим з синів від першого шлюбу, передбачивши нерівний розділ спадщини: Авени отримували дві сьомих, а Дамп'єри — п'ять сьомих. Але справа ускладнювалася тим, що частина спадщини знаходилася у Франції (Фландрія), а частина — в імперії (Ено).
Між родинами також встало ще й Намюрське питання. В 1245 імператор Фрідріх II заповів Маргариті Намюрське маркграфство, але воно знаходилося в заставі у французького короля за велику позику, яку король позичив імператору Константинополя Балдуїну II.
В 1246 напередодні хрестового походу Людовик IX і папський легат Ед Шатору домоглися примирення сторін, надавши Еноське графство  Авенам, а Фландрське — Дамп'єрам. Маргарита привласнила титул графа Фландрії своєму старшому синові Вільгельму. 19 травня 1250 Вільгельм II Фландрський підписав з Іоанном I Авеном угоду з приводу Намюра, омаж на яке в 1249 Маргарита поступилася Іоанну, якого імператор Вільгельм II визнав маркграфом в 1248 році.
6 червня 1251 на турнірі група лицарів вбила Вільгельма. У вбивстві звинуватили Авенів, після чого боротьба відновилася знову.
Вільгельм дітей не залишив і Маргарита визнала своїм спадкоємцем Гвідо. В відсутність Людовика IX, який був у Святій землі, Гвідо приніс омаж його дружині, Бланці Кастильській в 1252. При цьому граф Голландії і імператор Вільгельм II, союзник Авенів, на підставі того, що Маргарита не принесла йому оммаж за володіння територією Священної Римської імперії , оголосив їх конфіскованими, що призвело до війни.
В 1253 Гвідо разом з молодшим братом Жаном, який успадкував Дамп'єрську сеньйорію, а також з іншими французькими баронами зробив спробу захопити Зеландське графство. У липні 1253 обидва брата і багато французьких баронів потрапили в полон до Флоріса, брата імператора Вільгельма II. Французьких баронів Флоріс відпустив, а Гі з Жаном були відпущені тільки в 1256, коли графиня Маргарита погодилася сплатити великий викуп.
Для того, щоб поправити свої справи, Маргарита звернулася за допомогою до брата Людовика IX — Карлу I Анжуйському, запропонувавши йому графство Ено і пост регента Фландрії. Одночасно вона визнала сюзеренітет короля Франції над Ваасською областю. Карл почав стягувати війська в графство. Але після повернення в 1254 з хрестового походу Людовік IX наказав Карлу відмовитися від графства Ено.
Після смерті імператора Вільгельма II Авени втратили підтримку імперії. 24 вересня 1256 графиня Маргарита і її сини Авени за посередництва короля Людовіка IX уклали Перронський договір, за яким за авенами було остаточно закріплено графство Ено, а за Дамп'єррами — графство Фландрія. При цьому Жан I Авен змушений відмовитися від прав на Намюр, який, скориставшись відсутністю сильної влади в Імперії, захопив граф Люксембургу Генріх V Білявий.
В 1263 Гвідо купив у Балдуїна II де Куртене права на Намюр, хоча йому довелося боротися за нього з Генріхом V Люксембурзьким. Але в підсумку між ними було укладено мир, за яким Гвідо одружився з дочкою Генріха і зберіг Намюр.
В 1270 Гвідо в складі армії Людовика IX взяв участь в  Восьмому хрестовому поході
В 1273 імператором був обраний Рудольф Габсбург. Він підтримав Іоанна I (графа Ено) (сина померлого в 1257 Іоанна Авена), який відновив боротьбу з Дамп'єррами. Імператор заповів Іоанну II імперську Фландрію, оголосивши Гвідо Дамп'єрра вигнаним з імперії. Проте становище Гвідо у своїх володіннях було досить міцним, він був у цей час наймогутнішим правителем в Нідерландах.
29 грудня 1278 Маргарита Фландрська зреклася титулу графині Фландрії, передавши управління Гвідо повністю. А незабаром в Фландрії вибухнула політична криза, яка дала привід новому королю Франції, Філіппу IV Красивому, втрутитися в її справи.
Гвідо був в союзі з графом Гелдерна, один з його синів, Жан в 1282 був обраний єпископом Льєзьким, а в 1290 граф Голландії Флоріс V, захоплений зненацька вторгненням фландрської армії на острів Валхерен, відмовився на час від домагань на Зеландію.
Наприкінці XIII століття міста Фландрії перебували на вершині процвітання і могутності. Брюгге, Гент, Іпр, Лілль, Сент-Омер, Камбре, а також ряд інших міст розбагатіли від торгівлі, в першу чергу з Англією. В них було типове патриціанське управління, в якому ремісники були абсолютно позбавлені політичних прав, а влада в містах і купецьких гильдиях перебувала в руках декількох впливових сімей. Патриції міст активно втручалися в політику. Особливо великим був вплив трьох перших міст, найбагатших і могутніх. Населення Гента і Брюгге досягло 50 тисяч чоловік. При цьому Брюгге завдяки своєму вигідному положенню був центром європейської торгівлі.
Проте такий стан міст викликало невдоволення Гвідо. Він давно намагався обмежити владу міських патриціїв, які заважали його бальї виконувати розпорядження графа, але успіхів так і не домігся. І він вирішив скористатися повстанням ремісників, що почалося в 1280 в Іпрі і швидко перекинулося на інші міста. Гвідо активно втрутився в конфлікт на боці ремісників, посиливши свою владу в містах, проте це викликало невдоволення бюргерів, які, побоюючись втрати міської автономії, зблизилися з колишніми міськими властями. Для того, щоб захиститися від свого графа, вони звернулися до короля Франції Філіппа IV, який вирішив скористатися ситуацією і підпорядкувати собі багату Фландрію і в 1287 втрутився в чвари всередині графства, використавши своїх чиновників. Він призначив бальї Вермандуа своїм представником в Фландрії, який контролював усі дії графа. В результаті чого Гвідо став повністю залежати короля Франції.
В 1290 Валансьєн, одне з міст у графстві Ено, повстало проти свого графа Іоанна I. У відповідь він почав проти міста військові дії. Для захисту від графа міська верхівка звернулася до короля Франції з проханням прийняти їх під своє заступництво. У відповідь Філіп в 1292 році дозволив місту перейти під управління Гвідо або одного з його синів. Гвідо порахував це місто прекрасним плацдармом для повернення за допомогою короля графства Ено, проте вже в 1293 Іоанн Авен помирився з Філіппом IV, в результаті чого плани Гвідо були зруйновані.
Для того, щоб позбутися залежності від короля Франції, Гвідо як союзника вибрав короля Англії  Едуарда I, який планував війну з Францією. Після втрати Нормандії Фландрія була для Англії найкращим шляхом для вторгнення у Францію. Переговори почалися навесні 1293. А 31 серпня 1294 Едуард і Гвідо уклали Льєррський договір, за яким дочка Гвідо, Філіппа, мала вийти заміж за старшого сина Едуарда. Але Філіпп Красивий поспішив розладнати ці плани. Війна між Англією і Францією вже почалася. Після того, як Філіпп дізнався про укладення договору, він під надуманим приводом запросив Гвідо в Париж, де посадив його в тюрму разом з двома синами. Відпущений він був тільки після того, як передав свою дочку Філіппу, наречену англійського принца, на виховання королю Філіппу. Вона померла в Луврі в 1304.
Спочатку Гвідо намагався не втручатися у війну між Едуардом і Філіппом. Однак в 1296 відносини Гвідо з королем Франції зіпсувалися остаточно. В результаті Філіпп IV Красивий став підтримувати противників Гі, вступивши в союз з Жаном II д'Авеном і Флорісом V Голландським. Це підштовхнуло Гвідо приєднатися до Едуарда і його союзників. 9 січня 1297 Гвідо послав Філіппу лист, в якому оголосив про те, що остаточно відмовляє коритися королю. Але союзники не надали Фландрії практично ніякої підтримки, влітку французька армія захопила значну частину Фландрії, а 9 вересня було укладено перемир'я, в 1299 між королями Англії та Франції уклали мирний договір, в якому граф Фландрії не вказувався. В результаті невелика армія не змогла в 1300 протистояти французам. Граф Гвідо з двома старшими синами, Робертом і Вільгельмом, здалися і були укладені в різних місцях королівства, а Фландрія була приєднана до королівства.
Але втримати Фландрію Філіп Красивий не зумів. В 1302 спалахнуло повстання, на чолі якого встав молодший син Гвідо, Іоанн I (маркграф Намюру), а також внук Гвідо Вільгельм Юліхський. 11 липня 1302 відбулася битва при Куртре, відома також як «битва золотих шпор». Французька армія зазнала нищівної поразки. Найкращі з французьких лицарів загинули на полі битви, на якому переможці зібрали до 4000 золотих лицарських шпор. У підсумку французи втратили контроль над Фландрією. В 1303 правителем Фландрії став старший з синів Гі, Філіп, граф Теано. Філіп Красивий так і не зміг придушити повстання, в результаті чого він був змушений у вересні 1303 укласти перемир'я, а також звільнити графа Гвідо з синами. Але в липні 1304 французька армія знову вторглася в Фландрію та 10 серпня розгромила Гвідо при Зірікзеї. Гвідо знову опинився в полоні. 18 серпня відбулася битва при Монс-ан-Певеле, але вона не дала жодній стороні ніякої переваги. У підсумку обидві сторони почали переговори про мир, який був підписаний в червні 1305 в Атіс-сюр-Орж.
Гвідо помер 7 березня 1305 в ув'язненні в Комп'єні. Від двох шлюбів він залишив численне потомство. Фландрію успадкував Роберт III Бетюнський. Вільгельм отримав сеньйорії Денремонт і Кревкер. Філіпп отримав у придане за дружиною італійське графство Теано, він помер бездітним. Інші сини від першого шлюбу померли ще за життя батька бездітними. Із синів від другого шлюбу Іоанн I ще після смерті матері отримав Намюр.

## Родина
1 Дружина — Матильда де Бетюн (після 1230—1264), дама Бетюна, Дендермонда, Рішбурга і Варнетона
Діти:
- Роберт (бл. 1247—1322) — граф Неверський 1272—1280, граф Фландрський з 1305
- Вільгельм (після 1249—1311) — сеньйор Денремонта і Кревкер
- Іоанн (бл. 1250 — 4 жовтня 1290) — настоятель церкви Святого Доната в Брюгге в 1270, настоятель церкви Святого П'єра в Ліллі в 1274—1277, єпископ Меца 1279—1282, єпископ Льєжа з 1282.
- Маргарита (бл. 1251—1285) — чоловік:  Жан IПереможець (1253 — 3 травня 1294), герцог Брабанта.
- Балдуїн (бл. 1252—1296).
- Марія (1253—1297) — 1-й чоловік:  Вільгельм (V) (пом. 16 березня 1278), граф Юліха з 1274; 2-й чоловік: з січня 1281/18 березня 1285 Сімон II (пом. 28 червня 1305), сеньйор де Шато-Віллен.
- Беатриса (1260—1296) — чоловік: з бл. 1279  Флоріс V (липень 1254 — 27 червня 1296), граф Голландії і Зеландіі.
- Філіпп (бл. 1263—1318) — граф ді Теано.

2 Дружина — Ізабелла, дочка Генріха V Білявого, графа Люксембургу
Діти:
- Маргарита (пом. 1331) — 1-й чоловік: з 1279/1282 (Роксбург)  Олександр (21 червня 1264 — 28 січня 1283), принц Шотландський; 2-й чоловік: з 3 липня 1286  Райнальд I (пом. 9 жовтня 1326), граф Гелдерна.
- Іоанна (пом. 1296) — черниця в Флінні в 1283.
- Беатриса (пом. Після 1307) — чоловік: Гуго (Південь) II де Шатійон (1258—1307), граф де Блуа і  де Дюнуа з 1292.
- Іоанн (1267 —1329/30) — маркграф Намюру з 1298.
- Гвідо (пом. жовтень 1311) — сеньйор де Рено, граф Зеландії в 1294.
- Генріх (пом. 6 листопада 1337) — граф де Лоді.
- Ізабелла (пом. 1323) — чоловік: з 1307 Жан I Фієнн (пом. після 1333), Шателен де Бурбург, сеньйор де Фієнн і Тінгрі.
- Філіппа (пом. 2 лютого 1304).